# Lonatura punctifrons
Lonatura punctifrons är en insektsart som beskrevs av Beamer 1938. Lonatura punctifrons ingår i släktet Lonatura och familjen dvärgstritar. Inga underarter finns listade i Catalogue of Life.